# You – Du wirst mich lieben (Fernsehserie)
You – Du wirst mich lieben ist eine US-amerikanische Fernsehserie, basierend auf dem gleichnamigen Roman von Caroline Kepnes. Sie wurde ab 9. September 2018 vom Sender Lifetime ausgestrahlt, als bereits eine zweite Staffel in Vorbereitung war, und ab 26. Dezember 2018 auch in deutscher Sprache auf der Streaming-Plattform Netflix. Die zweite Staffel lief am 26. Dezember 2019 als Netflix-Original an, nachdem Lifetime auf die Ausstrahlung verzichtet hatte. Am 15. Oktober 2021 feierte die dritte Staffel Premiere und am 9. Februar 2023 der erste Teil der vierten Staffel. Den zweiten Teil veröffentlichte Netflix am 9. März 2023. Die Veröffentlichung der finalen fünften Staffel erfolgte am 24. April 2025.

## Handlung
Im Mittelpunkt der Serie steht Joseph Goldberg, genannt Joe, ein charmant wirkender Buchhändler aus New York.

### Staffel 1
Eines Tages betritt die Studentin Guinevere Beck als Kundin den New Yorker Buchladen  Mooney’s, wo ein junger Mann namens Joe Goldberg als Geschäftsführer tätig ist.
Beck hat mit Finanzproblemen und ungebetenen Avancen ihres Tutors zu kämpfen. Joe verliebt sich in sie und entwickelt eine Besessenheit. Er beginnt sie zu stalken und ihre Interaktionen in sozialen Netzwerken zu überwachen. Als Beck eines Nachts betrunken an einem U-Bahnhof steht, fällt sie auf die Gleise. Joe, der ihr heimlich gefolgt war, rettet sie. Dabei gelingt es ihm, ihr Smartphone unbemerkt an sich zu nehmen, um auch all ihre privaten Nachrichten mit Freunden zu kontrollieren. Er lernt anschließend Becks drogenabhängigen Exfreund Benji kennen, den er später entführt und mehrere Tage in einem gläsernen Käfig im Keller seiner Buchhandlung versteckt hält. Schließlich ermordet er Benji, um ihn aus Becks Leben zu entfernen.
Mit der Zeit bauen Beck und Joe eine Beziehung auf. Becks beste Freundin, Peach, versucht die Beziehung aus Eifersucht zu sabotieren. Um sie zu beseitigen, schreckt Joe weder vor Stalking noch vor einem Mordversuch zurück.
Nachdem Joes Mordanschlag auf Peach missglückt ist, überredet Peach Beck dazu, ein Wochenende mit ihr in einer Villa in Connecticut zu verbringen. Peach lädt auch einen alten Freund dorthin ein, mit dem sie Sex hat, nachdem alle drei MDMA mit Opium zu sich genommen haben. Es misslingt ihr, Beck zu einem Dreier zu verführen, nachdem sie diese mehrmals geküsst hat. Joe hält sich währenddessen versteckt im Haus auf und beschattet sie. Dabei überkommen ihn Déjà-vus und Erinnerungen an seine Exfreundin Candace.
Zwischen Beck und Peach entbrennt ein Streit, was dazu führt, dass Beck vorzeitig das Haus verlässt. Peach entdeckt Joe und bedroht ihn mit einer Waffe. Joe überlistet sie jedoch, bringt sie um und lässt den Mord wie einen Suizid aussehen. Nach diesem Trauerfall begibt sich Beck in Therapie. Joe tut es ihr gleich, da er vermutet, dass Beck ihn mit ihrem Therapeuten betrügt. Nachdem Joe an ihrer Treue zweifelt, trennt sich Beck von ihm, da ihr Vertrauen in einer Beziehung sehr wichtig zu sein scheint.
Drei Monate nach der Trennung ergeht es beiden sichtlich gut, Beck beginnt jedoch, sich hin und wieder nach Joe zu erkundigen. Ein erstes Mal sehen sie sich beim Umzug von Joes Angestelltem wieder, der mit einer Kommilitonin von Beck zusammenzieht. Doch das Wiedersehen mit Beck bedeutet Ärger für Joes aktuelle Beziehung mit Karen Minty. Beck und er schreiben wieder, treffen sich und haben auf einem Boot Sex. Schließlich fangen sie eine Affäre miteinander an. Joe beendet seine Beziehung mit Karen und kommt offiziell wieder mit Beck zusammen.
Durch einen Hinweis von Karen versucht Beck mehr über Joes Exfreundin Candace herauszufinden. Candace sei angeblich nach Rom gezogen, zu der jedoch mittlerweile jeglicher Kontakt abgebrochen ist, weswegen Candaces Bruder einen Mord vermutete. Zudem findet Beck heraus, dass Joe von Candace betrogen wurde.
Nach einiger Zeit findet Joe den Beweis, dass Beck ihn tatsächlich mit ihrem Therapeuten betrogen hat. Nach einem Streit ist scheinbar alles wieder gut, bis Beck in einem Versteck von Joe ihr altes Handy, ausgeschlagene Zähne von Joes Opfern und Benjis Uhr findet. Diese Gegenstände beweisen, wie besessen Joe die ganze Zeit von ihr war und dass er der Mörder ihres Exfreunds sowie ihrer besten Freundin Peach ist. Noch bevor Beck irgendetwas unternehmen kann, sperrt Joe sie im Keller seiner Buchhandlung ein und hält sie dort einige Tage lang gefangen. Währenddessen lässt er es so aussehen, als nähme Beck sich eine Social-Media-Auszeit, damit ihr Fehlen keine große Aufmerksamkeit erregt. Er erfährt außerdem, dass Peachs Familie einen Privatdetektiv angeheuert hat, um zu beweisen, dass Peach keinen Suizid begangen hatte, sondern umgebracht wurde.
Beck versucht unterdessen, Joes Vertrauen wiederzugewinnen, damit er sie freilässt. Kurz scheint es so, als ob sie durch Anwendung von Gewalt freikäme, doch Joe kann sie trotz Verletzung an der Flucht hindern und bringt sie schließlich um. Joe sorgt dafür, dass Becks Therapeut für den Mörder gehalten wird. Außerdem veröffentlicht er ihre Werke und verhilft ihr dadurch postum zu ihrem lang ersehnten Ruhm. In der letzten Szene betritt die verschwundene bzw. für tot geglaubte Candace Joes Buchhandlung und konfrontiert ihn damit, dass sie mal reden müssten.

### Staffel 2
Joe hat New York verlassen und möchte in Los Angeles einen Neuanfang wagen. Dazu bezieht er eine neue Wohnung und agiert nun unter dem Namen Will Bettelheim.
Er beginnt als Buchverkäufer im Supermarkt Anavrin zu arbeiten und trifft auf Love Quinn, die Zwillingsschwester von Forty, dem Besitzer des Marktes. Eine Internetrecherche über Love hat zur Folge, dass er sich ein Soziales-Netzwerk-Konto einrichtet, um Love digital folgen zu können. Bei einem spontanen Treffen in seiner Wohnung lernen sich die beiden besser kennen und er erfährt, dass Love verwitwet ist. Love und Joe schließen, trotz offensichtlicher Gefühle füreinander, zunächst nur Freundschaft.
Joe setzt den echten Will Bettelheim, dessen Identität er gestohlen hat, in einer gemieteten Garage fest, um ungehindert leben zu können. Als er erfährt, dass dieser bei einem seiner früheren Kunden namens Jasper verschuldet ist, versucht Joe, das nötige Geld aufzutreiben. Joe gelingt dies nicht und er tötet Jasper. Joe erfährt zudem, dass seine Vermieterin Delilah als Minderjährige vom bekannten Comedian Henderson vergewaltigt wurde.
Joe begleitet Forty, der sich als Regisseur und Produzent zu etablieren versucht, zu einer Improvisationsshow, um ihn für sich zu gewinnen. Dabei bemerkt er, dass Ellie, die fünfzehnjährige Schwester seiner Vermieterin Delilah, eng mit Henderson in Verbindung steht. Er befürchtet, dass auch sie ein Opfer Hendersons werden könnte und versucht, sie zu beschützen. Während einer Party bei Henderson stiehlt Joe dessen Laptop in der Hoffnung, Beweise gegen ihn zu finden. Dabei hilft ihm der echte Will Bettelheim, den Joe noch immer in seiner Garage festhält.
Die Beziehung zwischen Joe und Love wird intimer; die beiden beginnen eine echte Beziehung. Bei einem Einbruch in Hendersons Haus entdeckt Joe belastende Fotos, die er anonym an Delilah schickt, um ihr den Gang in die Öffentlichkeit zu ermöglichen. Doch die Fotos erweisen sich als unbrauchbar. Joe muss sich daran gewöhnen, dass Forty von Love abhängig ist, um einer Beziehungskrise mit Love aus dem Weg zu gehen. Ellie, die um die Aufmerksamkeit Hendersons bemüht ist, besucht ihn eines Abends in seinem Haus. Joe beschattet sie. Als er merkt, dass Henderson sie misshandeln möchte, nimmt sein Beschützerinstinkt überhand und er betäubt Henderson mit K.-o.-Tropfen. Nach Hendersons Erwachen kommt es zu einer gewalttätigen Auseinandersetzung zwischen ihm und Joe, die ungewollt mit Hendersons Tod endet. Aus Dankbarkeit lässt Joe Will Bettelheim aus der Garage frei, da er keine Gefahr mehr darstellt und Joe sich beweisen möchte, ein besserer Mensch geworden zu sein.
Joe begleitet Love zum Jubiläumswochenende ihrer Eltern und erhält Einblicke in deren Familiendynamik. Dort trifft er jedoch auf seine Ex-Freundin Candace, die sich unter dem Namen Amy als Fortys Freundin tarnt und Joe vor neue Herausforderungen stellt. Forty versucht, von seinem Vater Geld zu bekommen, um seine Karriere als Drehbuchautor anzukurbeln. Dabei hilft ihm Candace, die ihn auf Becks Memoiren stößt. Nach der Absage seines Vaters wird Forty wiederholt rückfällig. Familiäres Chaos im Laufe des Wochenendes führt schließlich zu einer Stärkung der Bindung zwischen Love und Joe. Die Ermittlungen um Hendersons Tod sind derweil in vollem Gange. Forty arbeitet in Zusammenarbeit mit Candace und Joe an einem Drehbuch, welches auf Becks Memoiren basiert.
Delilah hat Probleme, die Umstände um Henderson zu verarbeiten. Candace macht Joes Wohnung ausfindig und gerät dort in direkten Kontakt mit Delilah und Ellie. Dabei wird sie von einem Privatdetektiv beschattet, den Love auf sie angesetzt hat. Love erfährt von Candaces und Joes wahren Identitäten. Sie stellt Joe zur Rede, der ihr einen Teil der Wahrheit um seine Identität gesteht. Love macht daraufhin mit ihm Schluss.
Love beginnt eine Affäre mit Milo, dem besten Freund ihres verstorbenen Mannes. Joe probiert sich stattdessen an modernen Datingapps, auch, um Love eifersüchtig zu machen. Gleichzeitig kümmert er sich um Delilah und beginnt eine Affäre mit ihr. Delilah veröffentlicht die Geschichte um ihre Vergewaltigung. Joe und Delilah versuchen, sich besser kennenzulernen, und haben schließlich in der Öffentlichkeit Sex und werden verhaftet. Forty nutzt seine familiären Kontakte, um beide aus dem Gefängnis zu holen.
Milo, der sich mittlerweile in Love verliebt hat, will in Los Angeles bleiben und eine richtige Beziehung beginnen; Love hingegen möchte das nicht. Forty konfrontiert Milo, der gewalttätig wird, sodass Love sich endgültig von ihm trennt. David Fincher, ein Polizist und Freund Delilahs, hegt den Verdacht, dass Joe für Hendersons Tod verantwortlich ist. Delilah, die davon erfährt, durchsucht daraufhin Joes Wohnung und entdeckt den Schlüssel zu seiner geheimen Garage. Joe und Delilah treffen in der Garage aufeinander und Joe setzt sie dort fest, bevor sie Hinweise an die Polizei geben kann.
Joe plant, LA schnellstmöglich zu verlassen. In einem Abschiedsbrief verabschiedet er sich von Love, für die er nur das Beste will. Forty erhält eine Zusage für sein Skript und entführt Joe in ein Hotelzimmer, um mit ihm ungestört am Skript arbeiten zu können. Im Laufe des Abends setzt er sich und Joe unter den Einfluss von LSD. Die Droge führt dazu, dass Joe durchdreht und Filmrisse erleidet. Forty versucht, in seinem Skript mehr auf Becks Sicht der Ereignisse einzugehen und entwickelt im Delirium die These, dass nicht Dr. Nicky, sondern Becks Exfreund sie ermordet habe. In diesem Zusammenhang beichtet Forty Joe, dass er als Jugendlicher sein Au-Pair-Mädchen, in das er verliebt gewesen war, getötet habe. Im Hotelzimmer telefonieren Joe und Love per Videotelefonat miteinander und entscheiden, um jeden Preis zusammenzubleiben. Am nächsten Morgen flieht Joe aus dem Hotelzimmer, um sich um Delilah zu kümmern. Aber als er in der Garage ankommt, findet er sie tot vor. Er zweifelt daran, dass er sie umgebracht hat und nimmt sich vor, den Abend zu rekonstruieren.
Love kümmert sich in der Zwischenzeit um Ellie, die wegen des Verschwindens ihrer Schwester psychisch instabil ist. Joe erfährt, dass sich Forty in der vergangenen Nacht mit Candace getroffen hat und ihn im Stich ließ. Candace wendet sich erneut an Forty und verrät ihm, dass Beck von Joe ermordet wurde. Forty glaubt ihr nicht, besucht jedoch Dr. Nicky ins Gefängnis, um die Wahrheit herauszufinden. Candace stürmt in Joes Garage und sperrt ihn ein. Daraufhin kontaktiert sie Love, die nun die vollständige Wahrheit über Joe erfährt. Love allerdings bringt Candace um und gibt zu, auch Delilah ermordet zu haben. Man erfährt, dass sie besessen von Joe ist und dass sie selbst dunkle Geheimnisse hat. Sie beichtet, dass sie damals das Au-Pair-Mädchen getötet und den Mord ihrem Bruder zugeschoben habe. Nun hält Love Joe gefangen. Joe erkennt, dass Love genauso psychisch labil ist wie er selbst, und fragt sich, ob er dieses Ende verdient habe.
Love liebt Joe noch immer und möchte mit ihm einen Plan entwerfen, um unbeschadet aus der Sache herauszukommen. Dafür will sie zunächst den Mord an Henderson jemand anderem zuschieben und sorgt dafür, dass Ellie dafür verhaftet wird. Forty redet indes mit dem inhaftierten Dr. Nicky über die Vorkommnisse, um Licht ins Dunkel zu bringen. Er erkennt, welche Gefahr von Joe ausgeht, und ist extrem aufgebracht. Ellie wird, obwohl sie schnell wieder aus dem Gefängnis entlassen wurde, weiter von der Polizei beschattet.
Joe versucht, Love zu überwältigen, und ist bereit, sie zu töten, erfährt dann jedoch, dass diese schwanger ist und er Vater wird. Er möchte ein besserer Vater werden als sein eigener und ist bereit, dafür mit Love zusammen zu leben, unsicher, ob er sie noch liebt. Joe kümmert sich abschließend um Ellie, indem er ihr vom Tod ihrer Schwester Delilah erzählt. Er verschweigt dabei den genauen Tathergang und gibt ihr Geld, damit sie ein neues Leben beginnen kann. Forty, der noch immer Love vor Joe beschützen möchte, inszeniert ein Treffen. Er will Joe erschießen, doch der Polizist Fincher verhindert das, indem er Forty erschießt. Forty wird für Hendersons Mörder gehalten.
Joe und Love ziehen weg, um ein neues Leben mit ihrem noch ungeborenen Kinde zu beginnen. Joe scheint nicht glücklich mit der Situation zu sein, auch wenn er sich vornimmt, ein guter Vater zu werden. Bei der Ankunft im neuen Haus fällt ihm die Nachbarin auf, die bücherlesend im Garten liegt.

### Staffel 3
Kurz nachdem Joe und Love nach Madre Linda, einem Vorort von San Francisco, gezogen sind, kommt ihr Sohn, Henry Forty Quinn-Goldberg, zur Welt. Joe möchte ein guter Vater sein und eine Bilderbuchehe führen. Doch seine Vorsätze geraten in den Hintergrund, als er in alte Muster zurückfällt, indem er ein Auge auf die neue Nachbarin, Natalie Engler, wirft. Nachdem Joe Flirtversuche Natalies bemerkt zu haben glaubt, treffen sich die beiden schließlich auf ein Glas Wein.
Als Joe und Love eine Nachbarschaftsparty besuchen, lernt Love Natalie kennen, die ihr ein Lokal für ihren Traum, eine eigene Bäckerei, vermittelt. Beim Durchwühlen von Umzugskartons findet Love eine Kiste Joes mit Andenken an Natalie und stellt so fest, dass Joe eine Besessenheit zu Natalie entwickelt. Aus Eifersucht bringt Love Natalie beim Besichtigungstermin für ihre neue Bäckerei schließlich um.
Als Joe erfährt, dass Love Natalie getötet hat, rastet er aus. Er vergräbt Natalie im Wald und verwischt sämtliche Spuren. Später müssen Joe und Love Natalie allerdings erneut ausgraben, um einen speziellen Vitalring, mit dem sie u. a. geortet werden könnte, von ihr zu entfernen und separat zu verstecken.
Joe bewirbt sich um einen Job in der städtischen Bibliothek, wo er auf die Bibliothekarin Marianne trifft. Love eröffnet derweil ihre neue Bäckerei an der Main Street.
Love und Joe werden nach Natalies Verschwinden von der Polizei befragt. Das Verschwinden lässt derweil zudem ein großes Medienecho entstehen.
Henry erkrankt an Masern und muss ins Krankenhaus. Derweil soll Joe einen blutigen Schal Natalies, den er einst als Andenken an sie entwendete, in den Garten von Familie Engler schmuggeln, damit ihr Verschwinden mit ihrem Ehemann Matthew in Verbindung gebracht wird. Doch Joe ergreift ein Fieberwahn, da er sich ebenfalls mit Masern angesteckt hat. Er findet sich schließlich im Wohnzimmer von Familie Engler wieder, wird dort von Matthew versorgt und befragt. Wegen dieses Gesprächs lässt Joe schließlich von dem Vorhaben ab, ihm das Verschwinden seiner Frau anzuhängen, weil er ein guter Mensch zu sein scheint. Als Gil, veranstaltender Vater eines Kindergeburtstages, den Henry besucht hat, Love gegenüber zugibt, dass seine Zwillinge die Masern vermutlich an Henry weitergegeben haben könnten, weil er seine Kinder nicht impfen lassen wollte, schlägt Love Gil in Rage zu Boden.
Love und Joe bringen den bewusstlosen Gil in den Käfig, den Joe einst für Beck und Delilah verwendete. Kurz bevor sie ihn gegen Bestätigung eines von ihnen ausgegrabenen Geheimnisses freilassen wollen, bemerken Love und Joe, dass sich Gil im Käfig erhängt hat. Die beiden beschließen, Gil eine Affäre mit Natalie und die Ermordung ihrer aus Motiven der Habsucht anzuhängen, um sich selbst aus dem Fokus der Polizei zu bringen. Die Polizei hält den Fall Natalie Engler nach dem Finden eines angeblichen Abschiedsbriefes von Gil, den eigentlich Joe geschrieben hat, für abgeschlossen.
Joe fühlt sich nach wie vor in seiner eigenen Ehe gefangen, unterdrückt jedoch trotzdem Gefühle, die er für seine Chefin Marianne zunehmend empfindet. Sherry, eine berühmte Bloggerin aus der Nachbarschaft, ist zur besten Freundin Loves geworden, die sich, zu Joes Missfallen, an den Vorstadt-Lifestyle angepasst hat.
Als Theo, der Sohn Matthews, eines Abends bei den Quinn-Goldbergs klingelt, bemerkt Joe Schwingungen zwischen Theo und Love. Er versucht mehr über ihr Verhältnis zu erfahren und stellt Love schließlich zur Rede, als er unbekannte Kreditkartenabbuchungen vorfindet. Love gesteht, dass sie sich gelegentlich um Theo kümmert und es einen Kuss zwischen den beiden gegeben hat. Joe rastet aus. Um sich wieder in den Griff zu bekommen, zwingt Love ihren Mann, an einem Jagdwochenende mit den Männern aus der Nachbarschaft teilzunehmen.
Während Joe auf dem Jagdwochenende an seine Grenzen kommt, muss Love Theo von der Polizeiwache abholen, weil er betrunken E-Scooter gefahren ist. Theo gesteht Love, dass er ihretwegen von der Uni geflogen sei und dass er sie liebe. Love und Theo haben im Wald Sex miteinander.
Joe kann sich nicht mehr zügeln und bricht in Mariannes Wohnung und ihr Büro ein, um Geheimnisse über sie zu erfahren. Love wird derweil von einem positiven Schwangerschaftstest überrascht, den sie zunächst für sich behält, denn sie muss das Wochenende bei der Einweihung des Weinguts, das ihre Mutter kürzlich erworben hat, verbringen und gerät dort mit ihr scharf aneinander. Durch den Stress erleidet Love eine Fehlgeburt.
Während des Wochenendes kommt es in der Bibliothek zu einem Defekt der Sprinkleranlage. Bei den anschließenden Aufräumarbeiten nähern sich Joe und Marianne an, und merken, dass sie ähnliche Schicksalsschläge in der Kindheit miteinander verbinden. Es kommt zwischen den beiden zu einem Kuss. Doch Marianne macht Joe am Tag nach dem Notfall klar, dass es zwischen den beiden nie eine Beziehung geben können wird, u. a., weil ihr Ex-Mann Ryan ihr das Leben zur Hölle macht.
Matthew hält die Ermittlungen um den Tod seiner Frau nicht für abgeschlossen und engagiert deshalb eine Privatdetektivin. Theo bemerkt unterdessen, dass sein Vater alle Nachbarn über die Videokameras in Madre Linda, in die er sich reingehackt hat, stalkt, und steckt dies Love. Matthew nimmt die Quinn-Goldbergs genauer unter die Lupe.
Während Love und Joe auf einer Spendengala in der Bibliothek sind, entführt die durchgedrehte Dottie Henry von Zuhause, da sie ihn für die Reinkarnation von Forty hält. Als Love von der zeitweisen Entführung erfährt, beschließt sie, den Kontakt zu Dottie abzubrechen und diese in eine Alkoholklink einweisen zu lassen. Als Joe Dottie am nächsten Tag in die Reha-Klinik fahren soll, lässt diese aufflammen, dass Love ihren Ex-Mann James umgebracht haben könnte. Dies bestärkt Joe in seinem Bilde von seiner gewaltsüchtigen und gefährlichen Ehefrau.
Marianne möchte das Sorgerecht für ihre Tochter Juliet vor Gericht gegen Ryan erkämpfen. Als Joe auf ihre Bitte hin dem Prozess beiwohnt, bemerkt er, dass der zuständige Richter mit Ryan befreundet und somit nicht unparteiisch ist. Am Tag nach der Gerichtsverhandlung macht sich Joe auf die Suche nach der verschwundenen Marianne. Er spricht ihr Mut zu. Joe und Marianne schlafen miteinander. Daran anschließend erzählt Marianne Joe, dass sie Madre Linda verlassen wird, um ihrer Tochter, die mit Ryan nach New Jersey gehen müssen wird, zu folgen. Da Joe Marianne nicht verlieren will, überfällt er Ryan in einem Parkhaus und ersticht ihn mit einem Taschenmesser.
Sherry gesteht Love, dass sie mit ihrem Mann Cary eine offene Ehe führt und beide an einem Vierer mit Joe und Love interessiert wären. Love will dadurch wieder Feuer in ihre Ehe mit Joe bringen, während dieser darin die Chance wittert, seine Ehe ohne Schuld zu öffnen und zu verlassen. Als es zu dem Abend mit Sherry und Cary kommt und Joe mit Sherry schläft, bemerkt Love, dass Joe in seinen Sexfantasien an eine andere Frau denkt, und rastet aus. Durch ein lautstarkes Gespräch von Love mit Joe unter vier Augen bekommen Sherry und Cary schließlich mit, dass Love die Mörderin von Natalie ist. Als Sherry und Cary daraufhin versuchen, aus dem Haus der Quinn-Goldbergs zu fliehen, schlagen Joe und Love beide bewusstlos und bringen sie in ihren Käfig.
Sherry versucht, ihre Beziehung zu Love spielen zu lassen, um ihren Mann und sich aus dem Käfig zu befreien. Doch Love bleibt hart. Sie nutzt schließlich Sherrys Blog, um über Matthews Stalking der ganzen Vorstadt zu berichten. Matthew wird aufgrund des öffentlichen Drucks dazu getrieben, sämtliche Aufnahmen und Daten zu löschen und damit die eigenhändigen Ermittlungen um Natalies Tod einzustellen. Theo möchte Love dazu bringen, mit ihm zusammen Madre Linda zu verlassen. Auf der Suche nach Love, um ihr sein Anliegen mitzuteilen, findet er im Keller der Bäckerei die eingesperrten Sherry und Cary auf, die ihm in ihrer Verzweiflung die ganze Wahrheit offenbaren. Als Theo sich entschließt, die beiden aus dem Käfig zu befreien, begegnet er Love, als er auf der Suche nach dem Schlüssel ist. Love wittert die Gefahr und erschlägt Theo mit einem Feuerlöscher.
Joe hält Love zunehmend für eine Gefahr für ihn und sein Kind. Er möchte, dass Marianne und er in naher Zukunft vollkommen frei sind und plant daher, mit Henry aus Madre Linda zu fliehen. Love gesteht Joe, Theo umgebracht zu haben, und will nach dem ganzen Trubel einen Neuanfang anstoßen. Um den totgeglaubten Theo kümmert sich nun Joe, doch er bemerkt, dass dieser nur bewusstlos war. Er liefert ihn ins Krankenhaus ein.
Love findet das blutige T-Shirt, das Joe beim Mord an Ryan trug, und reimt sich zusammen, dass Joe der Mörder Ryans ist und eine Affäre mit Marianne hat. Beim gemeinsamen Abendessen konfrontiert Love Joe mit seiner Affäre, während dieser Loves Affäre zu Theo auf den Tisch bringt und eine friedliche Scheidung fordert. Love gibt zu, ihren Ex-Mann James versehentlich mit einer Überdosis Eisenhut getötet zu haben. Love setzt auch Joe unter Eisenhut, wodurch er langsam in sich zusammensackt. Love bestellt Marianne in Joes Namen zu ihnen nach Hause und stellt sie zur Rede. Zudem erzählt sie ihr die Wahrheit über Joe und seinen Mord an Ryan. Sie hat zum Ziel, Marianne zu töten, um Joe für sich zu behalten. Doch als Mariannes Tochter Juliet ins Haus tritt, lässt Love von ihrem Vorhaben ab und lässt Marianne gehen. Im Anschluss daran wetzt Love ein Messer, um Joe zu töten. Doch als sie sich dem noch immer am Boden liegenden Joe unmittelbar nähert, injiziert dieser Love eine Überdosis Eisenhut, wodurch sich sofort eine Lähmung einstellt und damit ein Todeskampf beginnt. Es stellt sich heraus, dass Joe von Loves Eisenhut-Anbau im eigenen Garten wusste und im Verdacht Adrenalin vorher als Gegengift eingenommen hat. Love kommt in der Folge ums Leben.
Da Joe einsieht, Henry nicht das beste Leben bereiten zu können, setzt er Henry bei seinem Büchereikollegen Dante vor der Haustür aus und lässt einen Abschiedsbrief da. Joe schreibt in Loves Namen einen weiteren Abschiedsbrief an alle in Madre Linda. Um die Person Joe reinzuwaschen, hackt sich Joe zwei seiner Zehen ab, um im Abschiedsbrief seinen Tod vorzugaukeln. Er brennt das Haus ab.
Sherry und Cary können sich durch einen gefundenen Schlüssel aus dem Käfig befreien und werden mit ihrer Geschichte erfolgreich. Theo kommt genesen aus dem Krankenhaus und versöhnt sich mit seinem Vater Matthew.
Unter dem Decknamen Nick hat sich Joe auf nach Paris gemacht, um Marianne zu finden. Doch bisher ohne Erfolg. Er beschließt, bis er sie gefunden hat, unermüdlich weiterzusuchen.

### Staffel 4
In einer Rückblende spürt Joe Goldberg Marienne in London auf, lässt sie aber gehen, nachdem sie ihn einen Mörder genannt hat. Später trifft Joe auf Elliot Tannenberg, einen Vermittler, der für Loves Vater arbeitet. Dieser verschafft ihm eine Tarnidentität im Austausch für den Mord an Marienne, um offene Fragen zu klären. Stattdessen stiehlt Joe Mariennes Halskette und schickt Elliot ein Foto davon, um es so aussehen zu lassen, als hätte er sie getötet. In der Gegenwart lebt Joe unter seiner neuen Identität als „Jonathan Moore“, ein Englischprofessor an der Universität. Er entwickelt Interesse an Kate Galvin, der Freundin seines widerwärtigen Kollegen Malcolm Harding, der in der Wohnung gegenüber wohnt. Joe rettet Kate vor zwei Straßenräubern; um sich zu revanchieren, lädt Malcolm ihn zu einer Party im vornehmen Sundry House ein, wo Joe sich mit dem Autor und Bürgermeisterkandidaten Rhys Montrose anfreundet. Joe trinkt auf der Party stark und erwacht in seiner Wohnung. Malcolm ist erstochen und ihm fehlt ein Finger. Joe geht davon aus, dass er Malcolm getötet hat, bevor er bewusstlos wurde, und entsorgt dessen Leiche. Am nächsten Tag lädt Kate Joe zum Abendessen ein. Als Joe ankommt, erhält er eine Reihe anonymer SMS von Malcolms wahrem Mörder, in denen er sich für die Beseitigung der Beweise bedankt.
Lady Phoebe, Kates beste Freundin und Aristokratin, lädt Joe zu einer von Kate kuratierten Kunstausstellung ein, in der Werke von Simon Soo, dem Sohn eines Milliardärs aus ihrem Freundeskreis, gezeigt werden. Joe bricht in Malcolms Büro ein und findet ein Konto mit Spielschulden und verschiedenen Kontakten unter Codenamen. Joe folgt Phoebes Freund Adam Pratt, einem amerikanischen Expat, dem das Sundry House gehört, und entdeckt, dass dieser einen Fetisch dafür hat, von Männern angepinkelt zu werden, bevor Adams Leibwächter Vic ihn daran hindert. In der Ausstellung werden Simons Kunstwerke von einer Frau zerstört, von der Joe und Kate später erfahren, dass sie die wahre Künstlerin hinter den Gemälden ist. Simon hat sie drogenabhängig gemacht, um sie zu diskreditieren. Joe erinnert sich an einen Hinweis auf das Kunstwerk in Malcolms Konto und glaubt, Simon habe Malcolm getötet, um einer Erpressung zu entgehen. Simon wird jedoch in der Nacht ermordet, wobei ihm der Mörder ein Ohr abschneidet. Als Joe nach Hause kommt, ist seine Wand voller Zeitungsausschnitte aus seiner Vergangenheit. Der Mörder hat seine wahre Identität herausgefunden.
Der Mörder schickt Malcolms Finger an die Presse und wird als „Friss-die-Reichen-Killer“ bezeichnet. Joe entdeckt, dass seine Schülerin Nadia eine sexuelle Beziehung mit Malcolm hatte. Bei Simons Beerdigung befiehlt der Mörder Joe, Kate zu töten. Joe folgt Kate, um sie zu beschützen. Obwohl Kate Joe gegenüber zunächst kühl ist, öffnet sie sich ihm schließlich, und die beiden haben Sex, ohne zu wissen, dass Vic sie beobachtet. Am nächsten Tag folgt Joe Kate zu einer Gruft, wo sie Malcolm die letzte Ehre erweist. Nachdem sie gegangen ist, durchsucht Vic, der Joe gefolgt war, ihn mit vorgehaltener Waffe und findet Malcolms Ring, von dem Joe erkennt, dass er ihm untergeschoben wurde. Es kommt zu einem Kampf, der Joe dazu zwingt, Vic zu töten. Der Mörder deutet an, dass Joe durch Mord erregt sei; Joe spielt mit und sagt dem Mörder, er solle Kate erledigen lassen, und der Mörder vereinbart ein Treffen mit ihm. Phoebe ruft Joe nach Sundry House, wo die Polizei wartet, um ihn zu verhören.
Joe ist für ein Wochenende auf dem Landsitz von Phoebes Familie eingeladen. Er beobachtet, wie sich ihre Freunde, insbesondere Gemma, gegenüber den Bediensteten rücksichtslos verhalten. Joe weist Phoebes Verführungsversuch zurück, woraufhin sie ihm ihre Sorge anvertraut, dass Adam sie nicht liebt. Adam wiederum erzählt Joe, dass er Phoebe einen Heiratsantrag machen will, auch weil das Familienvermögen ihn vor steigenden Schulden retten wird. Joe gerät mit Roald Walker-Burton, Kates Jugendfreund, aneinander, der, wie Joe herausfindet, von ihr besessen ist. Beim Abendessen tadelt Roald Kate, weil sie sich nicht als „eine von ihnen“ akzeptiert, während Gemma Joe beschuldigt, der Mörder zu sein. Kate enthüllt Joe später, dass ihr Vater ein mächtiger Investor ist, zu dem sie die Verbindung abgebrochen hat, weil seine Geschäftsbeziehungen der Welt geschadet haben. Joe wird klar, dass er vielleicht in Kate verliebt ist. Roald stellt Joe zur Rede, der Mörder zu sein, und stößt ihn aus einem Fenster im zweiten Stock. Joe kommt zu sich und hört einen Schrei. Er rennt los, um Kate zu suchen, entdeckt sie jedoch mit einem Messer in der Hand über Gemmas Leiche kniend.
Kate besteht darauf, Gemma nicht getötet zu haben. Joe glaubt ihr schließlich und hilft ihr, die Leiche in einer Scheune zu entsorgen, während die anderen feiern. Kate konfrontiert Joe mit seiner Vergangenheit, nachdem ihr aufgefallen ist, dass er offenbar Erfahrung mit der Vertuschung von Morden hat. Joe gibt zu, Malcolms Leiche entsorgt zu haben, und wer auch immer ihn hereingelegt hat, versucht nun, Kate zu beschuldigen. Kate geht zu Phoebe, um ihr zu sagen, sie solle das Dienstpersonal entlassen. Während sie weg ist, entdeckt Roald Joe in der Scheune und bringt ihn zu den anderen, wobei er ihn beschuldigt, der Mörder zu sein. Trotz Joes Protesten verschafft Roald ihm einen Vorsprung zur Flucht, bevor er ihn mit einer Schrotflinte verfolgt. Joe überwältigt Roald im Wald, wird aber vom wahren Mörder gefangen genommen und in ein Verlies gesperrt: Rhys, der aus armen Verhältnissen stammte und die Morde aus Hass auf die Reichen begangen hatte. Rhys fordert Joe auf, Roald zu töten, damit sie ihm die Morde anhängen können. Als Joe sich weigert, zündet Rhys das Verlies an und verlässt die Scheune. Joe entkommt und befreit Roald. Kate rettet die beiden. Joe verheimlicht den anderen Rhys und schwört, ihn selbst zu Fall zu bringen. Rhys kündigt seine Kandidatur für das Amt des Bürgermeisters von London an.
Rhys zwingt Joe, jemanden für die Morde verantwortlich zu machen, und legt Simons abgetrenntes Ohr in seinen Gefrierschrank. Joe plant zunächst, Connie, ein Mitglied der Oxford-Gruppe, die ihm von seinen Suchtproblemen anvertraut, zu beschuldigen, gibt aber später nach, als Connie beschließt, clean zu werden. Bei Kates jüngster Spendenaktion in einer Galerie wird Phoebe von Dawn, einer Frau, die sich als Kellnerin ausgibt und eine parasoziale Obsession mit ihr hat, in einem Hotelzimmer gefangen gehalten. Joe verschafft sich Zutritt ins Zimmer und steckt Simons Ohr in Dawns Tasche, bevor die Polizei eintrifft. Dadurch wird Dawn wegen der „Eat the Rich“-Morde verhaftet. Nadia, die die Verhaftung miterlebt, schöpft Verdacht gegenüber Joe. Adam macht Phoebe einen Heiratsantrag, doch Phoebe, die durch Dawn von seinen finanziellen Problemen erfährt, weist ihn zurück. Joe und Kate gestehen sich ihre Gefühle, nachdem Kate versprochen hat, nicht nach Joes Vergangenheit zu fragen. Rhys gibt Joe eine letzte Aufgabe: Er soll seinen rivalisierenden politischen Spender Tom Lockwood, Kates Vater, töten.
Joe begleitet Kate zum Abendessen mit ihrem Vater, der London besucht. Lockwood enthüllt, dass er Joes wahre Identität kennt. Lockwood veröffentlicht bald einen Artikel, der enthüllt, dass Rhys einen Großteil seiner Memoiren erfunden hat. Rhys enthüllt, dass er Marienne entführt hat, und zwingt Joe, Lockwood zu töten, um sie zu retten. Phoebe kämpft nach ihrer Entführung mit posttraumatischen Belastungsstörungen. Kate arrangiert ihren Aufenthalt in einer Klinik, doch Phoebe beschließt stattdessen, Adam zu heiraten. Joe bereitet sich darauf vor, Lockwood zu töten, doch Lockwood beauftragt ihn stattdessen, Rhys zu töten und verrät ihm den Standort eines Landhauses, in dem Rhys seit der Veröffentlichung der Enthüllung untergetaucht ist. Joe findet Rhys, der behauptet, nicht zu wissen, wer Joe ist. Joe foltert Rhys, um Mariennes Aufenthaltsort herauszufinden. Rhys beteuert seine Unschuld, doch Joe tötet ihn schließlich, nur um dann festzustellen, dass der „Rhys“, mit dem er zu tun hatte, nur seiner Fantasie entsprungen war. Nadia findet unterdessen in Joes Wohnung einen Schlüssel, der zu einem Raum führt, in dem Marienne in einem Glaskäfig gefangen ist.
Es stellt sich heraus, dass Joe Marienne unter Drogen gesetzt und entführt hat, bevor sie London verlassen konnte. Er sperrte sie in einen Glaskäfig im Keller eines verlassenen Gebäudes gegenüber von Rhys’ Lieblingsrestaurant. Joe hatte Rhys’ Leben eingehend recherchiert und Gemeinsamkeiten zwischen Rhys’ Geschichte, wie er einem Leben in Kriminalität und Armut entkam, und seinem eigenen Wunsch nach moralischer Erlösung gefunden. Nach der Inhaftierung Mariennes erlitt Joe einen psychotischen Zusammenbruch, der ihn dissoziieren ließ. In seiner Erinnerung sind Lücken zurückgeblieben, in denen er Marienne entführt und später die Morde begangen hat. Da er vergessen hatte, dass er Marienne entführt hatte, ließ Joe sie im Käfig verhungern. Der „Rhys“ in Joes Visionen stellt sich als Ausgeburt seiner dunklen Impulse dar und hilft ihm, sich zu erinnern, wo er den Schlüssel zu Mariennes Aufenthaltsort aufbewahrt hat. Joe kommt im Gebäude an, als Nadia Marienne ihren Plan erklärt, ihr zur Flucht zu verhelfen.
Nadia gelingt es, sich zu verstecken, während der entsetzte Joe Marienne findet und verspricht, sie freizulassen. Später besorgt Nadia sich von ihrem Freund Edward Ketamin, um es an Joe anzuwenden. Joe und Kate besuchen die Hochzeitsfeier von Adam und Phoebe und versuchen, Phoebe, deren Geisteszustand sich verschlechtert hat, davon zu überzeugen, Adam nicht zu heiraten. Phoebe wird später in psychiatrische Behandlung eingewiesen, nachdem sie auf der Party einen Zusammenbruch erlitten hat. Adam wird von Auftragsmördern getötet, die sich als Prostituierte ausgeben und, wie Kate erfährt, von ihrem Vater geschickt wurden. Sie lehnt seine Bitte ab, sein Geschäft zu übernehmen. Joe nimmt Phoebes Diazepam, um seine Visionen von Rhys auszulöschen, erlebt jedoch einen Albtraum, in dem er Gemma, Beck und Love sieht. Dies überzeugt ihn, dass der einzige Weg, seinen Zwangszyklus zu beenden, darin besteht, Selbstmord zu begehen. Er erwacht, um Marienne zu befreien, stellt jedoch fest, dass sie eine Überdosis der Medikamente genommen hat, die er ihr zuvor hinterlassen hat.
Joe glaubt, Marienne sei gestorben und entsorgt ihre Leiche in einem Park, um sie aussehen zu lassen, als hätte sie eine Überdosis genommen. Nadia jedoch erzählt Edward, dass sie und Marienne geplant hatten, Mariennes Tod vorzutäuschen, indem sie ihre Medikamente durch Betablocker ersetzten, die ihren Blutdruck senkten, damit sie fliehen konnte. Kate erzählt Joe, dass ihr Vater ihr jedes Unterfangen auch nach ihrer Entfremdung finanziert hat, und vertraut ihr ihre Angst an, seiner Kontrolle nie zu entkommen. Joe tötet Lockwood und versucht am nächsten Morgen, Selbstmord zu begehen, indem er von einer Brücke springt. Die Polizei rettet ihn jedoch; er wacht im Krankenhaus auf und findet Kate vor, die ihm erzählt, dass sie das gesamte Vermögen ihres Vaters geerbt und Joes Beteiligung an Rhys’ Tod bereits vertuscht hat. Joe beschließt, seine dunklere Seite zu akzeptieren; er tötet Edward und beschuldigt Nadia des Verbrechens. Sophie und Prinzessin Blessing kaufen Sundry House, das Roald und Connie weiterhin besuchen, ohne dass sich eine Veränderung abzeichnet; nach der Reha zieht Lady Phoebe nach Thailand, um Kinder zu unterrichten. Während Marienne in Paris, sicher zu Hause bei Juliette, einen Artikel über Joe liest, zieht Joe mit Kate zurück nach New York City. Kate führt nach dem Tod ihres Vaters dessen Geschäft weiter und hilft Joe dabei, sein öffentliches Image als entflohenes Opfer der Liebe wiederherzustellen.

### Staffel 5
Drei Jahre nach seiner Rückkehr nach New York ist Joe Goldberg durch seine Beziehung zu Kate berühmt geworden, hat seinen Sohn Henry zurück und bietet Mooney's zum Verkauf an. Joe erfährt von Kates väterlichem Halbbruder Teddy, dass ein Hetzartikel über einen alten Geschäftsabschluss Kates veröffentlicht werden soll, der ihren Ruf ruinieren würde. Teddy und Joe konfrontieren Reagan Lockwood, Kates väterliche Halbschwester, die jede Beteiligung an dem Hetzartikel bestreitet. Als Joe das Telefon von Reagans eineiiger Zwillingsschwester Maddie durchsucht, entdeckt er, dass Reagan, Maddie und Kates Mentor Bob ein Misstrauensvotum gegen Kate planen. Joe fantasiert später davon, Bob zu ermorden, und wird von Kate bei Mooney's dabei erwischt, wie er darüber schreibt. Beim Verlassen des Ladens trifft er Bronte, die sich Bücher aus seinem Laden ausgeliehen hat. Als Kate Bob zur Rede stellt, bestätigt er, dass er die Informationen an die Presse weitergegeben hat, und enthüllt, dass er von Kates Beteiligung an der Berichterstattung über Rhys Montroses Tod weiß. Joe ermordet Bob und inszeniert später in der Nacht seinen Selbstmord. Als Joe Mooney's erneut besucht, entdeckt er Bronte dort schlafend und bietet ihr einen Job an. Später geht Joe in seinen Keller, wo er seinen Glaskäfig wieder zusammengebaut hat.
Henry wird von der Schule suspendiert, nachdem er Reagans Tochter Gretchen angegriffen hat. Kate arrangiert ein Abendessen mit Reagan, um die Angelegenheit zu besprechen. Reagan bringt Maddie mit, um Kate in die Enge zu treiben, und Kate bringt Teddy mit. Bei der Dinnerparty verlangt Reagan eine Entschuldigung von Joe und Kate. Als Reagan Kate beschuldigt, Bobs Mord inszeniert zu haben, weist Teddy ihre Anschuldigung zurück, indem er behauptet, er habe Überwachungsaufnahmen von Bobs Selbstmord gesehen. Als Henry belauscht, wie Reagan seine Familie herabwürdigt, wirft er ein Tafelmesser nach ihr. Reagan schwört, Kates dunkelste Geheimnisse herauszufinden und sie aus ihrem Posten als CEO zu drängen. Joe schlägt Kate vor, Reagan zu töten, aber sie widersetzt sich dem Vorschlag vehement. Ohne Kates Wissen schleicht sich Joe eines Nachts in Reagans Büro, schlägt sie bewusstlos und nimmt ihren Mann Harrison gefangen, als sie gerade Sex haben wollten. Joe erzählt Henry von seiner Mutter Love Quinn. Kate hinterfragt Joes Motive für den Mord. Reagan informiert Kate, dass sie Anklage gegen Henry erheben wird, und Joe findet heraus, dass er Maddie tatsächlich eingesperrt hat.
Joe versucht, Maddie aus ihrem Käfig zu befreien, aber sie ist unkooperativ. Joe fühlt sich von Kate zunehmend entfremdet. Nach ihrer Einigung am Vortag stellt Joe Bronte wieder ein. Er und Bronte gehen Bücher kaufen und kommen sich näher. Bronte nimmt Joe mit in ein Literaturzentrum, und sie trifft ihren Ex-Freund Clayton wieder, der sie beschimpft. Clayton macht sich über sie lustig, indem er ein altes erotisches Gedicht von ihr vorliest; Bronte versucht sich zu verteidigen, aber Clayton enthüllt, dass er ihren Chef und ihren richtigen Namen gestohlen hat. Kate geht zu Reagan, um ihr zu sagen, dass sie von ihrer Unterschlagung weiß, aber Reagan ist am Boden zerstört über Harrisons Untreue, und beide stimmen zu, die Kinder beiseite zu legen. Joe tröstet die am Boden zerstörte Bronte, und sie flirten. Joe beginnt, von Bronte besessen zu werden. Zu Hause sagt Kate Joe, dass sie seine Hilfe will, ohne Menschen zu töten; Joe versucht, Kate dazu zu bringen, ihre dunkle Seite zu akzeptieren, aber sie weigert sich. Später sehen Joe und Kate eine Live-Übertragung von Reagan, die sich als Maddie ausgibt und in der sie ihre Stimme im Vorstand für die Vernichtung von Kate aufgibt. Joe schlägt Maddie vor, sich als Reagan auszugeben und sie zu besiegen.
Joe versucht, Maddie dazu zu bringen, sich wie Reagan zu verhalten, kommt aber kaum voran. Nach einem Gespräch mit Bronte findet Joe Inspiration für Maddie. Kate trifft sich mit Reagan und fordert ihren Rücktritt, andernfalls würde sie ihre Unterschlagung öffentlich machen. Reagan kontert, indem sie enthüllt, dass sie herausgefunden hat, dass Joe Montrose und Bob getötet hat, und zwingt sie zum Rücktritt, andernfalls würde sie die beiden entlarven. Kate offenbart dies Joe, und er besteht darauf, dass Reagan sterben muss. Kate gesteht, dass sie ihren Tod wollte und dass sie um ihre eigene dunkle Seite weiß, weist diese aber bei beiden zurück. Entschlossen, Reagan zu töten, geht Joe zu ihrem Haus, wo es zu einem Streit zwischen den beiden kommt, bis Joe sie niederschlägt. Bronte entdeckt Joes Schriften über seine Leidenschaft für sie. Joe sperrt Reagan in den Käfig und fordert Maddie auf, sie zu töten, damit sie freikommen kann. Während der Wiedereröffnung des Buchladens belästigt Clayton Bronte erneut, und Joe bedroht ihn. Maddie tötet Reagan nach einem hitzigen Streit. Maddie, die sich als Reagan ausgibt, tritt von ihrem Posten zurück. Als Kate ihm nicht dankt, glaubt Joe, ihre Ehe sei zerbrochen; später haben Joe und Bronte Sex.
Kate ermittelt gegen Joe und erfährt von seiner Affäre mit Bronte und Mariennes Verschwinden. Sie vermutet, dass er Love umgebracht hat. Während er mit Bronte schläft, wird Joe von Maddie angerufen, die sich bemüht, weiterhin Reagan zu sein, aber Joe verspricht, Reagans Mord zu vertuschen. Später findet Joe bei Mooney eine Nachricht von Bronte, in der steht, dass sie die Stadt verlassen hat. In dieser Nacht findet Joe ein Jagdmesser in seinem und Kates Bett und stellt sie zur Rede, woraufhin sie ihn tadelt, weil er versucht, das Opfer zu spielen und sie zu manipulieren, bevor sie ihr ihre Scheidung verkündet. Dann bricht Joe in Claytons Wohnung ein, erhält einen Anruf von Bronte und spürt sie in einem Strandhaus in Atlantic Beach auf. Maddie bricht zusammen und gesteht Kate, dass Joe sie gezwungen hat, Reagan zu töten. Nachdem Joe und Bronte Sex hatten, hört er Clayton mit Bronte streiten, greift ihn an und tötet ihn. Dies stellt sich jedoch als List heraus, da Claytons Freunde Dominique und Phoenix hereinkommen und in einem Livestream filmen, wie Joe ihn tötet, bevor sich herausstellt, dass Bronte Teil der List ist.
Joe wird wegen Claytons Mord verhaftet, doch Kates Anwälte führen ihn ab. Bronte erzählt einem Detektiv, dass sie Schülerin und Freundin von Guinevere Beck war. In einem ihrer Kurse erzählt Bronte Beck, dass sie ihre Ausbildung abbricht, um nach Hause zu gehen und sich um ihre kranke Mutter zu kümmern, was sie versteht. Bald erfährt Bronte, dass Beck ermordet wurde, glaubt aber nicht an die Theorie und sucht nach der Wahrheit. Bronte schließt sich online einer dreiköpfigen Gruppe an, die Joe zur Strecke bringen will. Die drei – Dominique, Phoenix und Dr. Nickys Sohn Clayton – untersuchen Joe jahrelang bis zu seinem scheinbaren Tod. Als sie jedoch feststellen, dass Joe lebt und berühmt ist, beschließen sie, nach New York zu gehen. Bronte trifft Joe und überlegt, ihn dazu zu bringen, sich in sie zu verlieben und ihn zu fangen, doch sie beginnt zu glauben, dass er unschuldig ist. Bronte geht nach Atlantic City, um Joe zu verlassen, aber er folgt ihr. Clayton entdeckt dies und beginnt, sie anzugreifen, woraufhin Joe auftaucht und ihn tötet. Bronte behauptet, es sei Selbstverteidigung gewesen und Joe habe sie gerettet. Joe erfährt zu Hause, dass Kate ihn gezwungen hat, das Sorgerecht zu unterschreiben. Wenn er irgendetwas versucht, wird er alles verlieren. Joe plant, Henry zurückzugewinnen.
Nachdem das Video von Joes Mord an Clayton veröffentlicht wurde, steht Joe im Mittelpunkt der Aufmerksamkeit in ganz New York. Joe versucht, Henry mithilfe eines Anwalts zurückzuholen, doch dieser sagt ihm, dass es einige Zeit dauern wird. Kate bittet Teddy, Henry mitzunehmen, damit Joe ihn nicht finden kann, doch Joe gibt Henry ein Buch mit einem Sucher. Bronte lässt Dominique und ihren Plan, Joe aufzuhalten, im Stich und behauptet, er habe sie gerettet. Joe findet Henry mit Teddy, der sich wehrt, bis Henry auftaucht; Joe wird von Leibwächtern aus dem Haus eskortiert. Dominique und Phoenix decken weitere mögliche Morde von Joe auf, und die sozialen Medien füllen sich mit Personen aus seiner Vergangenheit, die die Wahrheit behaupten. Joe erpresst Maddie, ihm zu helfen, sein Image wiederherzustellen, und droht, das Video zu veröffentlichen, in dem sie Reagan tötet. Maddie arrangiert ein Interview mit einem Journalisten für Joe, um sein Image wiederherzustellen, bricht aber in Tränen aus, als er über seine Kindheit spricht. Nachdem Bronte Joe eine SMS geschrieben hat, in der sie der Polizei sagt, er habe sie beschützt, behauptet Joe, er habe aus Liebe gehandelt. Die Leute beginnen, sich für ihn einzusetzen, während Bronte im Internet zum Ziel frauenfeindlicher Anfeindungen wird. Kate reist nach London und besucht Nadia Farran im Gefängnis. Als Bronte entführt werden soll, schlägt Joe die Entführerin nieder.
Bronte und Joe versöhnen sich über das Geschehene und geben sich gegenseitig eine zweite Chance. Joe bringt Bronte später zu dem Käfig im Buchladen, in dem er ihren Entführer Dane eingesperrt hat, und verspricht ihr, alles zu tun, was sie sagt. Im Gefängnis beschimpft Nadia Kate, weil sie sie hereingelegt hat, um Joe zu retten, und Kate erfährt von ihr, dass Joe der Eat-the-Rich-Killer ist und ihre Freunde getötet hat. Maddie ruft Joe an, weil Harrison herausgefunden hat, dass sie nicht Reagan ist, und geht. Bronte bleibt mit Dane zurück. Maddie und Joe versuchen auf verschiedene Weise, Harrison zum Schweigen zu bringen, aber Joe beschließt, ihn zu töten. Als er im Begriff ist, ihn zu töten, versöhnen sich Maddie und Harrison, und er verspricht, nichts zu sagen. Bronte kennt Dane gut und lässt ihn frei, aber unter Kontrolle. Kate und Nadia arbeiten zusammen, um Joe einzusperren, doch Kate passiert dasselbe. Im Käfig sagt Joe Bronte, dass er töten muss, aber sie sagt ihm, dass das nicht der Fall ist und dass es ausreicht, zu wissen, dass er sie beschützen will. Joe tötet Dane, obwohl Bronte ihm etwas gesagt hat. Joe und Kate führen ein angespanntes Telefongespräch, nach dem Kate beschließt, dass Joe sterben muss.
Joe plant, mit Bronte ein neues Leben zu beginnen, aber nicht bevor er die Lockwoods losgeworden ist. Ohne Harrisons Wissen beschuldigt Joe ihn des Mordes an Reagan, während Maddie verhaftet wird, weil sie ihn gedeckt und sich als ihre Schwester ausgegeben hat. Während er mit Bronte unterwegs ist, entdeckt Joe, dass Kate sein Bankkonto geplündert und seine Wohnung und seinen Buchladen übernommen hat. Also beschließt Joe, Kate zu töten. Joe folgt Kate zu einem Parkplatz, entdeckt dort aber eine Falle und wird betäubt. Joe wird in seinen Käfig gesperrt und erfährt, dass Kate und Nadia zusammenarbeiten. Nadia und Kate fordern ihn auf, seine Verbrechen zu gestehen, und sie werden ihn gehen lassen. Nadia und Kate bringen ihm Marienne und verraten Joe, dass sie lebt. Joe erfährt von Marienne, dass sie ihn töten werden, und Nadia versucht es, doch Kate hält sie davon ab. Marienne unterhält sich mit Bronte darüber, dass Joe in Wirklichkeit der Böse ist. Kate beschließt, Joe allein zu töten, doch Joe befreit sich und erschießt sie. Maddie sperrt Joe im Keller ein und zündet den Buchladen an. Joe und Kate führen ein klärendes Gespräch, und Joe wird von Bronte gerettet. Joe macht Bronte einen Heiratsantrag, den sie annimmt, um Joe aufzuhalten.
Joe und Bronte beginnen zu fliehen, nachdem Kate Joes Verbrechen schriftlich gestanden hat. Bronte überlegt, wann sie Joe in die Enge treiben soll. Joe plant, unter falscher Identität, die ihm Will Bettleheim gegeben hat, einschließlich Henry, die Grenze nach Kanada zu überqueren. Joe und Bronte übernachten eine Nacht in einem Haus, bis sie die Papiere haben. Die beiden machen eine romantische Bootsfahrt, und während sie Sex haben, richtet Bronte eine Waffe auf Joe und verlangt zu wissen, wie er Beck getötet hat, will es ihr aber nicht sagen. Joe schafft es, über Will Kontakt zu Henry aufzunehmen, aber Henry weist ihn zurück und nennt ihn ein Monster. Joe versucht, Bronte zu töten, scheitert jedoch. Bronte ruft die Notrufnummer 911 an und Joe würgt sie, aber die Polizei taucht auf. Joe tötet auf der Flucht einen Polizisten, wird aber von Bronte in die Enge getrieben, die ihm in den Penis schießt, und er wird verhaftet. Joe wird zu lebenslanger Haft verurteilt. Bronte schreibt Becks Buch um und entfernt Joes Zusätze. Kate, die den Brand überlebt hat, verlässt die Firma – die unter Teddy vollständig gemeinnützig wird – und hilft Marienne bei ihrer Kunst und zieht Henry groß; Nadia kommt aus dem Gefängnis und wird Schreiblehrerin. Joe liest im Gefängnis Fanpost und glaubt, nicht er sei das Problem, sondern die Gesellschaft.

## Besetzung und Synchronisation
Die deutschsprachige Synchronisation der Serie erfolgte bei der SDI Media Germany GmbH, später der Interopa Film in Berlin unter der Dialogregie von Boris Tessmann (Staffel 1–3 & 5) und Peter Minges (Staffel 4) und nach den Dialogbüchern von Boris Tessmann, Andreas Pollak und Robin Kahnmeyer.

### Hauptrollen
| Rollenname                                      | Schauspieler                 | Hauptrolle (Folgen)  | Nebenrolle (Folgen)        | Synchronsprecher           |
| ----------------------------------------------- | ---------------------------- | -------------------- | -------------------------- | -------------------------- |
| Joe Goldberg / Will Bettelheim / Jonathan Moore | Penn Badgley                 | 1.01–5.10            |                            | Robin Kahnmeyer            |
| Joe Goldberg / Will Bettelheim / Jonathan Moore | Gianni Ciardiello (Teenager) |                      | 1.01–1.02, 1.10            |                            |
| Joe Goldberg / Will Bettelheim / Jonathan Moore | Aidan Wallace (Kind)         |                      | 2.01, 2.04, 2.07–2.10      | Ludwig Ott                 |
| Joe Goldberg / Will Bettelheim / Jonathan Moore | Jack Fisher (Kind)           |                      | 3.01, 3.03–3.06, 3.09–3.10 | Ludwig Ott                 |
| Guinevere Beck †                                | Elizabeth Lail               | 1.01–1.10            | 2.02, 4.09, 5.06, 5.10     | Marieke Oeffinger          |
| Paco                                            | Luca Padovan                 | 1.01–1.10            | 5.07                       | Mik Dankou                 |
| Ethan Russell                                   | Zach Cherry                  | 1.01–1.10            | 5.07                       | Jesco Wirthgen             |
| Peach Salinger †                                | Shay Mitchell                | 1.01–1.06            |                            | Kaya Marie Möller          |
| Love Quinn †                                    | Victoria Pedretti            | 2.01–3.10            | 4.09                       | Josephine Schmidt          |
| Candace Stone / Amy Adam †                      | Ambyr Childers               | 2.01–2.09            | 1.06–1.10                  | Anne Patricia Nilles-Reetz |
| Ellie Alves                                     | Jenna Ortega                 | 2.01–2.10            |                            | Lea Kalbhenn               |
| Forty Quinn †                                   | James Scully                 | 2.01–2.10            | 3.06                       | Patrick Baehr              |
| Delilah Alves †                                 | Carmela Zumbado              | 2.01–2.10            |                            | Alice Bauer                |
| Marienne Bellamy                                | Tati Gabrielle               | 3.01–4.01, 4.08–4.10 | 4.07, 5.09                 | Gabrielle Pietermann       |
| Dottie Quinn                                    | Saffron Burrows              | 3.01–3.07            | 2.05, 2.08–2.10, 5.07      | Christin Marquitan         |
| Sherry Conrad                                   | Shalita Grant                | 3.01–3.10            | 5.07                       | Nicole Hannak              |
| Cary Conrad                                     | Travis Van Winkle            | 3.01–3.10            | 5.07                       | Julian Tennstedt           |
| Theo Engler                                     | Dylan Arnold                 | 3.02–3.10            |                            | Sebastian Fitzner          |
| Kate Galvin / Lockwood                          | Charlotte Ritchie            | 4.01–5.10            |                            | Janina Isabell Batoly      |
| Phoebe Borehall-Baxxworth                       | Tilly Keeper                 | 4.01–4.10            | 5.08                       | Samina König               |
| Nadia                                           | Amy-Leigh Hickman            | 4.01–4.10            | 5.07–5.10                  | Sarah Alles                |
| Rhys Montrose †                                 | Ed Speleers                  | 4.01–4.10            |                            | Roman Wolko                |
| Adam Pratt †                                    | Lukas Gage                   | 4.01–4.09            |                            | Sebastian Kluckert         |
| Bronte                                          | Madeline Brewer              | 5.01–5.10            |                            | Maria Hönig                |
| Teddy Lockwood                                  | Griffin Matthews             | 5.01–5.10            |                            | Timo Weisschnur            |
| Maddie Lockwood                                 | Anna Camp                    | 5.01–5.10            |                            | Magdalena Turba            |
| Raegan Lockwood †                               | Anna Camp                    | 5.01–5.05            |                            | Magdalena Turba            |

### Nebenbesetzung
| Rollenname                       | Schauspieler         | Nebenrolle (Folgen)         | Synchronsprecher   |
| -------------------------------- | -------------------- | --------------------------- | ------------------ |
| Ron †                            | Daniel Cosgrove      | 1.01–1.10                   | Boris Tessmann     |
| Annika Attwater                  | Kathryn Gallagher    | 1.01–1.10, 5.07             | Anja Stadlober     |
| Lynn Lieser                      | Nicole Kang          | 1.01–1.10                   | Jodie Blank        |
| Claudia                          | Victoria Cartagena   | 1.01–1.10                   | Carolina Vera      |
| Mr. Mooney                       | Mark Blum            | 1.01–1.10                   | Tim Moeseritz      |
| Benjamin „Benji“ Ashby Jr. III † | Lou Taylor Pucci     | 1.01–1.03                   | Julius Jellinek    |
| Professor Paul Leahy             | Reg Rogers           | 1.01–1.02                   | Frank Röth         |
| Blythe                           | Hari Nef             | 1.03–1.10                   | Svantje Wascher    |
| Edwin Beck                       | Michael Park         | 1.04, 1.10                  | Bernd Vollbrecht   |
| Nancy Whitesell                  | Emily Bergl          | 1.04                        | Christin Marquitan |
| Officer Nico                     | Michael Maize        | 1.06–1.07                   | Tobias Kluckert    |
| Dr. Nicky                        | John Stamos          | 1.07–1.10, 2.10             | Viktor Neumann     |
| Karen Minty                      | Natalie Paul         | 1.07–1.08                   | Victoria Sturm     |
| Sandy                            | Magda Apanowicz      | 2.01–2.10, 3.10             | Carmen Katt        |
| Calvin                           | Adwin Brown          | 2.01–2.10                   | Tobias Nath        |
| Will Bettelheim                  | Robin Lord Taylor    | 2.01–2.04, 2.09, 5.10       | Marius Clarén      |
| Henderson †                      | Chris D’Elia         | 2.01–2.04                   | Jaron Löwenberg    |
| Lucy Sprecher                    | Marielle Scott       | 2.02–2.10                   | Melanie Isakowitz  |
| Gabe Miranda                     | Charlie Barnett      | 2.02–2.10                   | Johannes Raspe     |
| Sunrise Darshan Cummings         | Melanie Field        | 2.02–2.10                   | Cornelia Waibel    |
| David Fincher                    | Danny Vasquez        | 2.04–2.10                   | Dennis Schmidt-Foß |
| Matthew Engler                   | Scott Speedman       | 3.01–3.04, 3.06–3.10        | Dennis Schmidt-Foß |
| Natalie Engler †                 | Michaela McManus     | 3.01–3.02                   | Sonja Spuhl        |
| Dr. Chandra                      | Ayelet Zurer         | 3.02, 3.05                  | Gundi Eberhard     |
| Ryan Goodwin                     | Scott Michael Foster | 3.03, 3.06–3.09             | Fabian Oscar Wien  |
| Juliette Bellamy                 | Dallas Skye          | 3.07–3.08, 3.10, 4.08, 4.10 | Rosa Blankenburg   |
| Sophie Soo                       | Niccy Lin            | 4.01–4.10                   | Leonie Dubuc       |
| Roald                            | Ben Wiggins          | 4.01–4.10                   | Amadeus Strobl     |
| Blessing Bosede                  | Ozioma Whenu         | 4.01–4.10                   | Elisa Bannat       |
| Connie                           | Dario Coates         | 4.01–4.10                   | Jeremias Koschorz  |
| Vic †                            | Sean Pertwee         | 4.01–4.03                   | Oliver Stritzel    |
| Edward †                         | Brad Alexander       | 4.01, 4.03, 4.06–4.10       | Sam Bauer          |
| Gemma Graham-Greene †            | Eve Austin           | 4.01–4.05, 4.09             | Lena Schmidtke     |
| Tom Lockwood †                   | Greg Kinnear         | 4.07, 4.09–4.10             | Bernd Vollbrecht   |
| Henry Goldberg                   | Frankie DeMaio       | 5.01–5.10                   | Lou Wittorf        |
| Dr. Val                          | Michelle Hurd        | 5.02, 5.07                  | Anke Reitzenstein  |
| Detective Marquez                | Nava Mau             | 5.06                        | Rubina Nath        |

## Episodenliste
| Staffel | Episodenanzahl | Erstausstrahlung USA | Erstausstrahlung USA | Deutschsprachige Erstausstrahlung | Deutschsprachige Erstausstrahlung |
| Staffel | Episodenanzahl | Premiere             | Finale               | Premiere                          | Finale                            |
| ------- | -------------- | -------------------- | -------------------- | --------------------------------- | --------------------------------- |
| 1       | 10             | 9. September 2018    | 11. November 2018    | 26. Dezember 2018                 | 26. Dezember 2018                 |
| 2       | 10             | 26. Dezember 2019    | 26. Dezember 2019    | 26. Dezember 2019                 | 26. Dezember 2019                 |
| 3       | 10             | 15. Oktober 2021     | 15. Oktober 2021     | 15. Oktober 2021                  | 15. Oktober 2021                  |
| 4       | 10             | 9. Februar 2023      | 9. März 2023         | 9. Februar 2023                   | 9. März 2023                      |
| 5       | 10             | 24. April 2025       | 24. April 2025       | 24. April 2025                    | 24. April 2025                    |